# Mihail Pavlovics Tomszkij
Mihail Pavlovics Tomszkij  (oroszul: Михаил Павлович Томский, eredeti neve: Mihail Pavlovics Jefremov, Kolpino, 1880. október 31. – Bolsevo (ma Koroljov), 1936. augusztus 22.) gyári munkás, bolsevik politikus.

## Élete
Szentpétervárott a gyárban amelyben dolgozott szakszervezetet próbált alakítani, s ezért elbocsátották. 1904-ben belépett az Oroszországi Szociáldemokrata Munkáspártba, amelyben a bolsevik szárnyhoz tartozott. 1905-ben Észtországba ment, s részt vett az 1905-ös orosz forradalomban. Letartóztatták, majd Szibériába száműzték. Innen megszökött, s visszatért Szentpétervárra. 1908-ban ismét letartóztatták, s Franciaországba toloncolták, ám innen is visszatért a következő évben. Ismételten letartóztatták politikai tevékenysége miatt, s 5 év kényszermunkára ítélték. 1917-ben az Ideiglenes Kormány engedte szabadon, majd pedig Moszkvába utazott, s részt vett az októberi forradalomban.
Tomszkij Nyikolaj Ivanovics Buharin és Rikov szövetségese volt a kommunista pártban, akik a mérsékelt irányt képviselték az 1920-as években. Vezető szerepet játszott a szakszervezeti mozgalomban, és David Boriszovics Rjazanovval együtt gyakran foglalt el különutas álláspontot Leninnel, Sztálinnal és a párt központi bizottságával szemben.
Tomszkij a mérsékelt szárny tagjaként Lenin halála után szövetségese lett Sztálin frakciójának, és segített az ún. "baloldaliak" (Trockij, Kamenyev, Zinovjev) legyőzésében.
1928-ban Sztálin korábbi szövetségesei ellen fordult: leszámolt Buharinnal, Rikovval és Tomszkijjal a Központi Bizottság 1929-es plenáris ülésén. Elérte, hogy Tomszkij lemondjon a szakszervezeti mozgalomban betöltött vezetői pozíciójáról. Ezután Tomszkij a szovjet vegyipar élére került, s itt is maradt egészen 1930-ig. Nem választották újra a PB tagjai közé, de a KB-nak továbbra is tagja volt, egészen a XVII. pártkongresszusig, 1934 januárjáig, mikor is lefokozták (szavazati joggal nem rendelkező) jelöltté.
1932 májusától 1936 augusztusáig vezette az Állami Kiadót, mígnem megvádolták: terrorista kapcsolatokat ápolt Zinovjevvel és Kamenyevvel az első moszkvai per ideje alatt. Mielőtt az NKVD letartóztatta volna, Moszkvához közeli házában főbe lőtte magát.
1938-ban Buharin és Rikov perében posztumusz megvádolták hazaárulással és egyéb bűncselekményekkel. A szovjet kormány 1988-ban minden vád alól felmentette.

## Fordítás
- Ez a szócikk részben vagy egészben  a   Mikhail Tomsky című angol Wikipédia-szócikk fordításán alapul.  Az eredeti cikk szerkesztőit annak laptörténete sorolja fel. Ez a jelzés csupán a megfogalmazás eredetét és a szerzői jogokat jelzi, nem szolgál a cikkben szereplő információk forrásmegjelöléseként.